# Rutavi bijeli sljez
Rutavi bijeli sljez (rutava altea, dlakavi sljez, lat. Althaea hirsuta; sin. Malva setigera K.F.Schimp. & Spenn.), jednogodišnja zeljasta biljka uključivana u rodove bijeli sljez (Althaea) i sljez (Malva).
Rasprostranjena je najviše po Mediteranu, manje po Srednjoj Europi i nekim dijelovoima Azije (Turkmenistan, Iran, Turska, južni Kavkaz). 
Naraste do 60 cm visine, razgranate uspravne ili povijene stabljike prekrivena hrapavim dlakama. Listovi na dugim peteljkama razdijeljeni su na 3 do 5 režnjeva i nazubljeni. Cvjetovi su dvospolni, svjetlih rozih latica. Cvate u srpnju i kolovozu. Plod je kalavac.

## Sinonimi
- Althaea hispida Moench; Methodus (Moench) 612 (1794), nom. illeg.
- Althaea mutica J.Gay ex Ball; J. Linn. Soc. Bot. 16: 376 (1878)
- Axolopha hirsuta (L.) Alef.; Cestr. Bot. Zeitschr. 12: 259 (1862)
- Dinacrusa hirsuta (L.) G.Krebs; Feddes Repert. 105(5-6): 300 (1994)
- Malva hirsuta (L.) E.H.L.Krause; Sturm, Deutschl. Fl. Abbild., ed. 2, 6: 244 (1902), nom. illeg.
- Malva hirsuta (L.) F.W.Schultz; 94 (1845)
- Malva setigera K.F.Schimp. & Spenn.; Fl. Friburg. 3: 886 (1829)